# Eutrichopodopsis imitans
Eutrichopodopsis imitans là một loài ruồi trong họ Tachinidae.